# Tulipa lehmanniana
Tulipa lehmanniana là một loài thực vật có hoa trong họ Liliaceae. Loài này được Merckl. miêu tả khoa học đầu tiên năm 1852.